# أندريه مارتينز (لاعب كرة قدم)
أندريه مارتينز (26 مارس 1987 في البرتغال - ) هو لاعب كرة قدم برتغالي في مركز الهجوم. لعب مع أتليتيكو هويلا ونادي إنفرنيس ونادي بوليفار ونادي تشياباس ونادي سيريانسكا ونادي غوياس ونادي فولهام ونادي كاراكاس ونادي ماريهامن ونافال وPFC Vidima-Rakovski Sevlievo ‏.

## وصلات خارجية
- أندريه مارتينز (لاعب كرة قدم) على موقع قاعدة بيانات كرة القدم.إي يو (الإنجليزية)
- أندريه مارتينز (لاعب كرة قدم) على موقع قاعدة بيانات كرة القدم.إي يو (الإنجليزية)
- أندريه مارتينز (لاعب كرة قدم) على موقع Soccerway.com (الإنجليزية)
- أندريه مارتينز (لاعب كرة قدم) على موقع عالم كرة القدم.نت (الإنجليزية)